# Doris Eaton Travis
Doris Eaton Travis, née le 14 mars 1904 à Norfolk (Virginie) et morte le 11 mai 2010 à Commerce (Michigan), est une actrice et danseuse américaine, membre des Ziegfeld Girl.

## Biographie

### Enfance
Doris Eaton Travis naît le 14 mars 1904 à Norfolk, dans l'État de Virginie.

### Carrière
Elle a fait partie des Ziegfeld Girl. Elle met fin à sa carrière en 1929. Elle effectue un come-back après 70 ans d'absence au cinéma en 1999 sous la direction de Miloš Forman.

### Mort
Le 11 mai 2010, Doris Eaton Travis meurt d'une rupture d'anévrisme à l'âge de 106 ans, dans la ville de Commerce (Michigan),,.

## Filmographie
- 1921 : At the Stage Door : Betty
- 1922 : The Broadway Peacock : Rose Ingraham
- 1922 : Tell Your Children : Rosny Edwards
- 1922 : The Call of the East : Mrs. Burleigh
- 1923 : High Kickers
- 1923 : Fashion Follies
- 1928 : Taking the Count
- 1929 : Street Girl
- 1929 : The Very Idea : Edith Goodhue
- 1999 : Man on the Moon

 Sauf indication contraire, les informations mentionnées dans cette section peuvent être confirmées par la base de données cinématographiques IMDb,  présente dans la section « Liens externes ».